# Risto Kuntsi
Risto Kuntsi   (Jyväskylä, 18 de juny de 1912 - Hèlsinki, 6 d'agost de 1964) va ser un atleta finlandès, especialista en el llançament de pes, que va competir durant la dècada de 1930.
El 1936 va prendre part en els Jocs Olímpics d'Estiu de Berlín, on fou tretzè en la prova del llançament de pes del programa d'atletisme.
En el seu palmarès destaca una medalla de plata en la prova del llançament de pes al Campionat d'Europa d'atletisme de 1934, rere Arnold Viiding; i el campionat nacionals de pes de 1934.

## Millors marques
- Llançament de pes. 15.65 m (1935)[3]